# Rudolfo Anaya
Rudolfo Anaya (Pastura, Nuevo México, 30 de octubre de 1937-Albuquerque, 28 de junio de 2020) fue un escritor, novelista, autor y profesor universitario mexico-estadounidense. Su novela Bless Me, Ultima (1972) se considera una de las fundantes del canon contemporáneo de la literatura chicana.

## Biografía
Nació en la villa rural de Pastura (Nuevo México), siendo hijo de Martín y Rafaelita Anaya. Su padre provenía de una familia de ganaderos, mientras que los familiares de su madre eran granjeros. Anaya fue el quinto de los siete hijos de la pareja. También tuvo otros tres hermanos de los matrimonios previos de sus padres. Siendo todavía un niño, se mudaron a Santa Rosa. En 1952, se mudaron a Albuquerque, donde vivieron en el barrio de Barelas. En el hogar de la familia se hablaba español, por lo que Anaya no aprendió inglés hasta que empezó sus estudios.
Siendo un adolescente, sufrió un accidente mientras nadaba con sus amigos en un canal de irrigación y se quebró dos vértebras. Aunque quedó paralizado después del accidente, se recuperó y pudo volver a caminar. En 1956, se graduó de la secundaria en Alburquerque. Posteriormente, estudió negocios por dos años, pero no le pareció una carrera satisfactoria. Anaya se transfirió a la Universidad de Nuevo México, donde se graduó en 1963 con un título en inglés.
Trabajó como maestro en una escuela pública en Alburquerque entre 1963 y 1970. En 1966, se casó con Patricia Lawless, quien posteriormente también fue su editora. Ella lo motivó para que iniciara una carrera literaria y, durante un periodo de siete años, completó su primera novela, Bless Me, Ultima. La novela fue fechada por varias editoriales, y fue aceptada en 1972 por un grupo de editores, entre ellos Octavio I. Romano, de la revista chicana El Grito. La novela ganó el Premio Quinto Sol y se la considera un clásico de la literatura chicana. Luego de Bless Me, Ultima, Anaya publicó Heart of Aztlan (1978) y Tortuga (1979), formando una trilogía.
En 1974, aceptó un puesto como profesor asociado en la Universidad de Nuevo México. En 1988, obtuvo una posición permanente en el Departamento de Inglés. Luego de su retiro en 1993, fue nombrado Profesor Emérito.
Falleció a los ochenta y dos años en su domicilio de Alburquerque el 28 de junio de 2020, tras padecer una larga enfermedad.

## Obras

### Ficción
- The Man Who Could Fly and Other Stories (2006)
- Jemez Spring (2005)
- Serafina's Stories (2004)
- Shaman Winter (1999)
- Rio Grande Fall (1996)
- Jalamanta: A Message from the Desert (1996)
- Zia Summer (1995)
- Alburquerque (1992)
- Lord of the Dawn: the Legend of Quetzalcóatl (1987)
- The Legend of La Llorona: A Short Novel (1984)
- Silence of the Llano: Short Stories (1982)
- Tortuga (1979)
- Heart of Aztlan (1976)
- Bless Me, Ultima (1972)

### Libros infantiles
- ChupaCabra and the Roswell UFO (2008)
- The First Tortilla (2007)
- The Curse of the ChupaCabra (2006)
- The Santero's Miracle: A Bilingual Story (2004)
- Roadrunner's Dance (2000)
- Elegy on the Death of César Chávez (2000)
- My Land Sings: Stories from the Rio Grande (1999)
- Farolitos for Abuelo (1998)
- Maya's Children: The Story of La Llorana (1996)
- The Farolitos of Christmas: A New Mexico Christmas Story (1987)

### No ficción
- Chicano/a Studies: Writing into the Future (1998)
- Descansos: An Interrupted Journey (1995)
- Flow of the River (1992)
- Tierra: Contemporary Short Fiction of New Mexico (1989)
- Aztlán: Essays on the Chicano Homeland (1989)
- Voces: An Anthology of Nuevo Mexicano Writers (1987)
- A Chicano in China (1986)
- Cuentos Chicanos: A Short Story Anthology (1984)
- A Ceremony of Brotherhood, 1680-1980 (1981)
- Cuentos: Tales from the Hispanic Southwest (1980)
- Voices from the Rio Grande: Selections from the First Rio Grande Writers Conference (1976)